# 赤胸朱顶雀

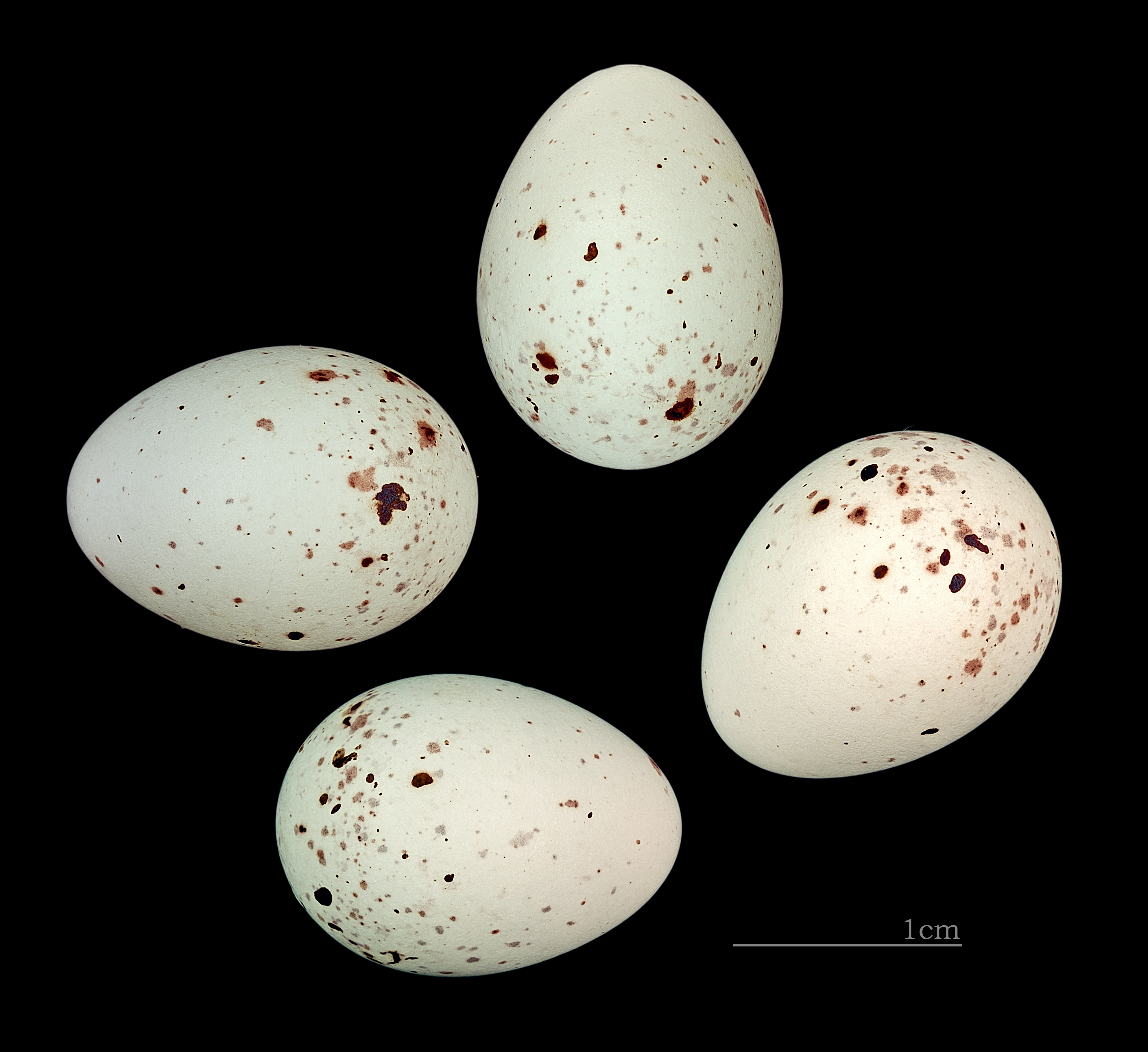
Carduelis cannabina cannabina

赤胸朱顶雀（学名：Linaria cannabina）为雀科赤顶雀属的鸟类。分布于欧洲、东至西伯利亚、南至北非、亚细亚、冬季见于埃及、伊拉克、巴基斯坦、印度以及中国大陆的新疆等地，常见于山区以及喜活动于荒地、初开垦地区和多草及灌木交叉地方。该物种的模式产地在瑞典。

## 亚种
- 赤胸朱顶雀新疆亚种（学名：Linaria cannabina bella）。分布于俄罗斯、伊朗、阿富汗、克什米尔、印度以及中国大陆的新疆等地。该物种的模式产地在黎巴嫩的贝鲁特。[3]